# Моржино
Моржино — деревня  в Невельском районе Псковской области России. Входит в состав Артёмовской волости.

## География
Деревня находится в южной части Псковской области, в зоне хвойно-широколиственных лесов, в 2 км южнее деревни Усово и примерно в 22 км к юго-востоку от города Невель.

### Климат
Климат характеризуется как умеренно континентальный, с продолжительной снежной зимой и относительно коротким тёплым летом. Среднегодовая температура воздуха — 4,4 °С. Средняя многолетняя температура самого холодного месяца (января) составляет −8 °С, средняя температура самого тёплого (июля) — +17,4°С. Среднегодовое количество осадков — 554 мм. Снежный покров держится в течение 100—105 дней.

## История
До революции 1917 года входила в состав Городокского уезда Витебской губернии.
До апреля 2015 года деревня входила в состав ныне упразднённой Лобковской волости.

## Население
| 2001 | 2002 | 2010 |
| ---- | ---- | ---- |
| 11   | ↘8   | ↘5   |

## Известные уроженцы, жители
- Ермолаев, Григорий Иванович (1913—1979) — советский, казахстанский организатор производства.

## Инфраструктура
Личное подсобное хозяйство с зоной сельскохозяйственного использования, индивидуальная застройка усадебного типа.

## Транспорт
Просёлочная дорога. 